# Bitwa pod Salamanką
Bitwa pod Salamanką – starcie zbrojne, które miało miejsce 22 lipca 1812 roku podczas wojen napoleońskich na Półwyspie Iberyjskim.
Wśród wzgórz leżących w okolicach wioski Arapiles na południe od Salamanki dowodzona przez księcia Wellingtona armia angielsko-hiszpańsko-portugalska pokonała armię francuską dowodzoną przez marszałka Auguste Marmonta.
Bitwa składała się głównie z szeregu uderzeń na francuskie lewe skrzydło zainicjowanych przez brygadę kawalerii portugalskiej i 3 dywizję Pakenhama, a kontynuowanych przez brytyjską ciężką kawalerię oraz 4, 5 i 6 dywizję. Lewe skrzydło armii francuskiej zostało całkowicie rozbite.
Już w trakcie pierwszych minut wymiany ognia artyleryjskiego Marmont oraz jego zastępca generał Bonet zostali ranieni odłamkami. Przypadek ten osłabił jakość dowodzenia armią francuską, co otworzyło armii Wellingtona drogę do zwycięstwa.
Dowództwo nad armią francuską przejął trzeci w kolejce starszeństwa generał Bertrand Clausel. Na jego rozkaz francuskie odwody ruszyły do kontrataku na wyczerpane walką centrum sprzymierzonych. Francuzi odnieśli tu pewne sukcesy, jednak Wellington wsparł swoje centrum posiłkami, przechylając szalę na swoją korzyść.
Sprzymierzeni stracili 5 173 żołnierzy, w tym 3 129 brytyjskich, 6 hiszpańskich i 2 038 portugalskich. Francuzi stracili 13 000 żołnierzy. Dzięki odniesionemu zwycięstwu armia Wellingtona dwa miesiące później zajęła Madryt, po czym wycofała się z powrotem do Portugalii. Francuzi zmuszeni zostali do opuszczenia Andaluzji na stałe, a utrata Madrytu oznaczała początek końca panowania króla Józefa i profrancuskiego rządu.

## Wstęp
Bitwa była następstwem sześciotygodniowego okresu działań Wellingtona. Jego wtargnięcie do środka Hiszpanii wiosną 1812 roku zostało zablokowane przez armię Marmonta. W miarę, jak Wellington coraz głębiej wchodził w ziemie hiszpańskie, wzmacniane posiłkami siły Marmonta rosły. Gdy Francuzi osiągnęli przewagę, Wellington zdecydował się na odwrót. Obie nieprzyjacielskie armie maszerowały bardzo blisko siebie, toteż co jakiś czas zagrożone były linie zaopatrzenia armii Wellingtona. Gdy w drugiej połowie lipca Wellington zdecydował się w końcu wycofać z powrotem do Portugalii, dostrzegł błąd taktyczny Marmonta, który oddzielił swe lewe skrzydło od sił głównych. W tej sytuacji wydał większej części swej armii natychmiastowy rozkaz ataku na zbyt rozciągnięte lewe skrzydło armii francuskiej.

## Stan liczebny walczących stron
Armia Portugalii (Armée de Portugal) marszałka Marmonta liczyła 49 647 żołnierzy i składała się z 8 dywizji piechoty oraz 2 dywizji kawalerii. Dysponowała artylerią w sile 78 dział. Pierwszą dywizją liczącą 4 900 żołnierzy dowodził Maximilien Foy, drugą dywizją liczącą 6 300 żołnierzy dowodził Bertrand Clausel, trzecią dywizją liczącą 5 400 żołnierzy dowodził Claude-François Ferey, czwartą dywizją liczącą 5 000 żołnierzy dowodził Jacques Sarrut, piątą dywizją liczącą 5000 żołnierzy dowodził Antoine Maucune, szóstą dywizją liczącą 4 300 żołnierzy dowodził Antoine Brenier, siódmą dywizją liczącą 4 300 żołnierzy dowodził Jean Thomières oraz ósmą dywizją liczącą 6 400 żołnierzy dowodził Jean Bonet. Pierwsza dywizja kawalerii, którą dowodził Pierre Boyer, liczyła 1 500 dragonów, a druga dywizja kawalerii, którą dowodził Jean-Baptiste Curto, liczyła 1 900 lekkiej jazdy. Artylerią dowodził Louis Tirlet – miał pod sobą 3 300 artylerzystów, 1 300 wojsk inżynieryjnych, żandarmerii oraz woźniców.
Licząca 51 949 żołnierzy armia Wellingtona składała się z 8 dywizji i dwóch niezależnych brygad piechoty, 5 brygad kawalerii i 54 dział. Pierwsza dywizja, którą dowodził Henry Campbell, liczyła 6 200 żołnierzy, trzecia dywizja, którą dowodził Edward Pakenham, liczyła 5800 żołnierzy, czwarta dywizja, którą dowodził Lowry Cole, liczyła 5191 żołnierzy, szósta dywizja, którą dowodził Henry Clinton, liczyła 5 500 żołnierzy, siódma dywizja, którą dowodził John Hope, liczyła 5100 żołnierzy, oraz ósma dywizja, którą dowodził Charles Alten, liczyła 3500 żołnierzy. Druga dywizja, licząca 3 400 piechurów, była dywizją hiszpańską, a dowodził nią Carlos d’España. Dwie niezależne brygady składały się z żołnierzy portugalskich - pierwszą, liczącą 2 600 żołnierzy, dowodził Denis Pack, a drugą, liczącą 1 900 żołnierzy, dowodził Thomas Bradford.
Brygadami kawalerii dowodził Stapleton Cotton. Jedną z brygad, liczącą 1000 ciężkich brytyjskich dragonów, dowodził John Le Marchant, drugą, mającą 1 000 lekkich dragonów, dowodził George Anson, trzecią, liczącą 700 lekkiej angielsko-niemieckiej jazdy, dowodził Victor Alten, czwartą stanowił królewski legion niemiecki liczący 800 jeźdźców, a dowodził nim George Bock. Piąta brygada kawalerii liczyła 500 dragonii portugalskiej i dowodził nią Benjamin D’Urban.
Hoylet Framingham dowodził całą artylerią złożoną z 9 sześciodziałowych baterii - 8 brytyjskich (dowódcy: Ross, Bull, Macdonald, Lawson, Gardiner, Greene, Douglas, May) i 1 portugalskiej (dowódca: Arriaga).

## Manewry przed bitwą
Wczesnym rankiem 22 lipca armia Marmonta posuwała się na południe, a jej forpoczty dotarły na południowy wschód od Salamanki. Patrząc na zachód marszałek mógł widzieć siódmą dywizję piechoty Wellingtona, rozmieszczoną na jednym z górskich grzbietów. Obserwując chmurę pyłu otaczającą nieprzyjacielską armię, Marmont przypuszczał, że Wellington wciąż się cofa, a w kierunku Francuzów obrócona jest tylko straż tylna. Marmont postanowił przesunąć swą armię na południe, a następnie na zachód, by obejść brytyjskie prawe skrzydło.
Marmont podjął błędną decyzję, gdyż nie wiedział, że większość dywizji Wellingtona zasłonięta była przez grzbiet górski. Brytyjskie dywizje 3 i 5 miały wkrótce nadejść od strony Salamanki. Wellington w razie groźby oskrzydlenia planował odwrót, tymczasem obserwował uważnie poczynania Marmonta, licząc na to, że popełni on błąd.
Marmont zamierzał posuwać się wzdłuż grzbietu górskiego w kształcie litery L, w którego narożniku znajdowało się strome wzniesienie znane pod nazwą Arapil Grande. Z rana Francuzi zajmowali jedynie krótką, północną część ukształtowanego w L grzbietu. Stosując się do swego flankującego manewru Marmont nakazał swym dywizjom marsz na zachód wzdłuż dłuższej części L. Armia Wellingtona znajdowała się za innym, także ukształtowanym w literę L grzbietem, który leżał wewnątrz i równolegle do francuskiego grzbietu L, a oba grzbiety oddzielała dolina. Będąc niewidocznym dla Francuzów Wellington skoncentrował potężne siły uderzeniowe wzdłuż dłuższego boku brytyjskiego wzgórze mającego kształt L.
Gdy siły Marmonta dotarły do końca grzbietu, Francuzi byli rozciągnięci wzdłuż dłuższego grzbietu. Na czele maszerowała dywizja Thomières’a wspierana przez jazdę dowodzoną przez Curto. Następne szły dywizje Maucune’a, Breniera i Clausela. Dywizje Boneta, Sarruta i Boyera znalazły się blisko wzniesienia Arapil Grande, natomiast Foy i Ferey znajdowali się wciąż na krótszym boku grzbietu.

## Atak Wellingtona
Gdy 3 dywizja brytyjska oraz brygada D’Urbana dotarły na szczyt francuskiego grzbietu, zaatakowały wojska Thomièresa. W tym samym czasie Wellington rzucił do natarcia na dłuższą część francuskiego grzbietu 5 i 4 dywizję, wsparte przez 7 i 6 dywizję.
Francuska dywizja Thomièresa została rozgromiona przez uszykowaną w dwie głębokie linie 3 dywizję brytyjską, a jej dowódca, Thomières, poległ. Następna na drodze Brytyjczyków była dywizja Maucune’a, której dowódca, widząc przed sobą jazdę, sformował swe wojska w kwadraty, co stanowiło typową taktykę w walce z jazdą. Jednak taktyka ta była zupełnie nieskuteczna w walce z przeciwnikiem pieszym. Dlatego, gdy niebawem pojawiła się uformowana w dwie głębokie linie 5 dywizja Leitha, bez trudu pokonała Francuzów w walce na muszkiety. Gdy francuscy piechurzy zaczęli się cofać, Cotton rzucił do ataku brygadę Le Marchanta. Żołnierze Maucune’a zostali rozniesieni na szablach przez ciężkich jeźdźców. Ci co przeżyli, poddali się.
Le Marchant szybko przegrupował swoją brygadę i rzucił ją do ataku na kolejną francuską dywizję, wyraźnie zmęczoną po szybkim marszu. Ciężka dragonia zmiotła w pośpiechu formowaną pierwszą linię dywizji Breniera. W tym momencie szczęście opuściło Le Marchanta, który zginął w ataku na francuski kwadrat utworzony przez drugą linię dywizji Breniera. Ze względu na kolejność starszeństwa dowództwo nad brygadą objął po nim William Ponsonby.
Jednocześnie francuska armia straciła swego naczelnego wodza. Gdy 3 dywizja brytyjska Pakenhama szykowała się do uderzenia na wojska Thomièresa, Marmont w końcu dostrzegł grożące jego armii niebezpieczeństwo. Gdy zamierzał dosiąść konia, wybuch pocisku działowego złamał mu ramię i dwa żebra. Wkrótce ranny też został zastępca Marmonta - Bonet. Marmont został ranny w momencie, gdy jego skrzydło było nazbyt rozciągnięte, jednak będąc rannym nie był w stanie tego skorygować przed atakiem sił Wellingtona. Armia francuska do końca bitwy musiała sobie radzić bez wodza z odpowiednimi kwalifikacjami.
Do godziny 17 lewe skrzydło francuskie zostało rozgromione. Następnie dowodzona przez Cole’a 4 dywizja zaatakowała dywizję Boneta, natomiast dowodzeni przez Packa Portugalczycy uderzyli na Arapil Grande. Oba natarcia zostały odparte przez zmasowany ogień francuskich 40 dział, ustawionych na Arapil Grande.
Ostatecznie dowództwo nad armią francuską objął Bertrand Clausel, który robił, co tylko możliwe, by uratować fatalną sytuację. Nakazał dywizji Sarruta, by ta wsparła w znacznej części zdemolowane lewe skrzydło, a następnie wyprowadził niebezpieczny kontratak na 4 dywizję Cole’a z użyciem dywizji Boneta, swojej i przy wsparciu dragonów Boyera. Francuski atak zepchnął na bok dywizję Cole’a i uderzył w 6 dywizję znajdującą się w drugiej linii armii Wellingtona. Marszałek William Beresford błyskawicznie zareagował na zagrożenie i natychmiast wysłał portugalską brygadę, którą dowodził William Spry, by powstrzymać francuską piechotę, dając Wellingtonowi czas na przesunięcie 1 i 7 dywizji. W końcu po twardym oporze dywizje Clausela i Boneta zostały odparte i cała francuska armia około godziny 21 przystąpiła do odwrotu.
Gdy reszta armii francuskiej cofała się z pola bitwy, Ferey uformował swoją dywizję w pojedynczą linię o głębokości trzech ludzi, przy czym na obu flankach umieścił batalion w formie kwadratu. Uderzyła na niego zwycięska 6 dywizja dowodzona przez Clintona, jednak została odparta. Brytyjczycy ostrzelali centrum francuskiej linii artyleryjskim ogniem krzyżowym, po czym Wellington wydał rozkaz do drugiego ataku. Atak przełamał francuską dywizję, a dowodzący nią Ferey poległ.
Armia francuska ruszyła w kierunku Alba de Tormes, gdzie znajdowała się przeprawa mostowa umożliwiająca ucieczkę. Odwrót Francuzów osłaniała dywizja Foya. Wellington był przekonany, że przeprawy mostowej broni hiszpański batalion umieszczony w pobliskim zamku. Ponieważ dowodzący batalionem Maj-Gen D'Espana wycofał jednostki, nie informując o tym Wellingtona, Francuzi bez problemów przeprawili się na drugi brzeg.

## Po bitwie
W bitwie armia francuska straciła 6 000 zabitych i rannych oraz 7 000 jeńców. Obok ciężko rannego Marmonta, poległo dwóch dowódców dywizji, a inni zostali ranni. Armia Wellingtona straciła 5 173 żołnierzy, z tego połowa to łączne straty 4 i 6 dywizji. Ranni zostali Cotton, Cole i Leith.
Następnego dnia ciężka dragonia z Królewskiego Legionu Niemieckiego (King’s German Legion) Wellingtona rozbiła część tylnej straży uchodzącej armii francuskiej (dywizja Foya) w bitwie pod García Hernandez, gdzie w ciągu kilku minut przełamała dwa sformowane przez francuską piechotę czworoboki.

## Znaczenie bitwy
Bitwa, którą Wellington sprowokował, była z jego strony batalią ofensywną. Mówiono, że „pobił armię 40 000 żołnierzy w 40 minut”. Sześć dni po bitwie, Foy napisał w swoim dzienniku:
„Bitwa ta spośród grona wygranych przez Anglię w ostatnich czasach bitew wielkiej skali stoczona została w sposób najmądrzejszy, a jej skutki były najdonioślejsze. Wyniosła reputację Wellingtona niemal do takiego stopnia, jakim niegdyś cieszył się Marlborough. Do dzisiejszego dnia wszyscy znaliśmy jego rozwagę i umiejętność wybrania dobrej pozycji. Jednak pod Salamanką ukazał siebie jako wielkiego mistrza sztuki manewrowania. Zastosował skośne ustawienie wojsk w stylu, jaki prezentował w swoim czasie Fryderyk Wielki”.
Bitwa pod Salamanką była dla Francuzów ogromnym wstrząsem. Zanim zdołali przegrupować swe siły, Anglicy i Portugalczycy wkroczyli do Madrytu 6 sierpnia oraz rozpoczęli oblężenie Burgos. Gdy jesienią koncentracja odnowionych sił francuskich zagroziła wojskom Wellingtona, te z powrotem wycofały się na obszar Portugalii.
Klęska Francuzów mogła być jeszcze dotkliwsza, gdyby Hiszpanie nie opuścili kluczowej pozycji, blokującej główną drogę ucieczki przez most na rzece Alba de Tormes. Stało się to najprawdopodobniej na skutek nieporozumienia między hiszpańskimi a brytyjskimi dowódcami. Z tego powodu pobici Francuzi zdołali ujść przed pościgiem.